# The Cloverfield Paradox
The Cloverfield Paradox (mantenint el mateix títol a Espanya i La paradoxa Cloverfield a Llatinoamèrica) és una pel·lícula de terror i ciència-ficció estatunidenca dirigida per Julius Onah, escrita per Orin Uziel i Doug Jung i produïda per J. J. Abrams. És el tercer lliurament de la franquícia de Cloverfield. Es va estrenar en Netflix el 4 de febrer de 2018. Aquesta pel·lícula no ha estat doblada al català.

## Argument
L'any 2028, la Terra està sofrint una crisi energètica. Les diferents agències espacials del món construeixen una estació espacial, la Cloverfield, amb l'objectiu de provar un accelerador de partícules experimental anomenat Shepard, que podria proporcionar energia infinita a la Terra. Alguns experts creuen que utilitzar dita acceleradora podria ocasionar la Paradoxa Cloverfield, que obriria portals entre altres dimensions que podrien causar un dany terrible a la Terra. Entre els membres de la tripulació està Ava Hamilton, qui té problemes amb el seu matrimoni a causa de la defunció dels seus fills per l'incendi de la seva casa on ella va instal·lar equips d'energia sostenible per substituir l'escassa energia derivada del petroli.
Després de dos anys en òrbita, i després de realitzar nombroses proves amb l'accelerador, i quan els queda combustible únicament per 3 intents més, aconsegueixen crear un feix estable d'energia que després se sobrecarrega i crea un augment de potència en l'estació. Després de restablir l'energia, descobreixen que la Terra ha desaparegut, igual que el giroscopi, que ajuda en la navegació de l'estació. A mesura que l'equip treballa en les reparacions, comencen a ocórrer coses estranyes, començant per la troballa d'una dona anomenada Jensen, dins d'un dels panells de manteniment i fusionada amb els cables. Volkov, un dels membres de la tripulació, té sensacions d'alguna cosa estrany que s'arrossega sota la seva pell i fabrica una arma amb la impressora 3D de la nau, amb la qual després amenaça a la tripulació en sentir una espècie de bogeria. Volkov convulsiona i mor, i de sobte, la colònia de cucs que la tripulació tenia per als experiments (i que havia desaparegut misteriosament abans) sorgeix del cos de Volkov. Hamilton interroga a Jensen i li diu que Schmidt sabotejo el Sheppard i Kiel ho posa baix arrest, però ho allibera hores després. Més tard el braç de Mudy, un altre dels tripulants, és atrapat en una de les parets i seccionat netament. Després d'aquest estrany incident, descobreixen que el braç vaga per la seva pròpia voluntat i pel que sembla té consciència. En adonar-se que està tractant d'escriure alguna cosa, li donen paper i llapis i el braç escriu: "Obrin a Volkov".
El metge de la tripulació, Monk Acosta, dissecciona el cos de Volkov i troben el giroscopi de la nau dins del seu estómac. Amb aquest instrument de navegació localitzen ràpidament la terra i restauren la recepció de comunicacions, però es queden perplexs en escoltar que l'estació espacial havia estat destruïda i les seves restes van caure a l'oceà, mentre a nivell mundial les nacions s'enfrontaven a causa que tota esperança s'havia evaporat.
En interrogar a Jensen, descobreixen que és una tripulant de l'estació espacial, solament que d'un univers altern, en la qual els fills d'Ava no van morir i ella va romandre a la Terra com a enginyer, mentre que Jensen va substituir a Tam com a enginyera de l'estació. Planegen usar el Sheppard per tornar a la seva dimensió. Mentre la tripulació comença a treballar en les reparacions, Tam i Schmidt treballen perquè el Sheppard torni a funcionar adequadament. Tam teoritza que activant la ventilació, solucionaria el problema. En intentar executar el seu pla, es queda tancada en una de les excloses d'aire, en la qual es comença a filtrar aigua. Quan la resta intenta salvar-la, Tam mor ofegada i, segons després, l'escotilla rebenta, a causa de la pressió de l'aigua, la qual cosa fa que quedi congelada. Mentrestant, Ava decideix tornar a la Terra amb Jensen. Mentre es preparen, Mudy, el mecànic del grup, mor en una explosió causada per un camp magnètic que danya l'estació. Després de l'explosió, el comandant de l'estació, Kiel, se sacrifica per desenganxar un dels anells de rotació que girava perillosament i posava en perill tota la nau, deixant a Hamilton al comandament.
Mentrestant, a la Terra, Michael es desperta descobrint el planeta està sent assotat per una ona de destrucció, sent testimoni de la destrucció de la seva ciutat (pot veure's la silueta de Cloverfield) destruint els edificis. De camí a l'hospital en el qual treballa, es deté per ajudar a una nena i, en saber que l'hospital havia estat destruït, la hi porta a un refugi subterrani, propietat d'un amic seu, per atendre-la.
Amb el Sheppard llest per activar-se novament, Hamilton es prepara per anar-se amb Jensen en una de les naus d'evacuació. De sobte, la dona treu l'arma de Volkov, copeja a Hamilton, mata a Monk i fereix a Schmidt, insistint que l'estació ha de romandre en aquesta dimensió per mantenir el Sheppard allí i salvar a la terra a la qual pertany. Ava recupera la consciència i usa l'arma per disparar a la finestra, expulsant a Jensen a l'espai. Hamilton decideix tornar a la seva dimensió amb Schmidt i fa un enregistrament pel seu "jo" alternatiu, donant-li la informació del funcionament correcte del Shepard i marcant-li la importància de la seva família. Hamilton i Schmidt inverteixen amb èxit el canvi dimensional i usen les modificacions de Tam per fer funcionar el Sheppard. Després de posar-se en contacte amb el seu planeta, els dos fugen de l'estació en una càpsula cap a la Terra. Michael, escoltant les converses del control de la missió, descobreix que l'estació havia reaparegut i s'adona que la seva esposa està de tornada. Llavors, l'és informat que la càpsula es dirigeix a la terra. Ell tracta d'impedir el seu retorn però ja és massa tarda, a mesura que la nau entra en l'atmosfera, Cloverfield apareix rugint entre la boira d'una muntanya.

## Repartiment
- David Oyelowo com a Kiel, comandant de l'estació espacial nord-americà.
- Gugu Mbatha-Raw com a Hamilton, oficial de comunicacions britànica
- Chris O'Dowd com a Mundy, enginyer irlandès
- Elizabeth Debicki com a Jensen, enginyera australiana de l'altra dimensió.
- Daniel Brühl com a Schmidt, físic alemany
- Zhang Ziyi com a Tam, enginyera xinesa
- Aksel Hennie com a Volkov, enginyer rus
- Donal Logue com a Mark Stambler
- John Ortiz com a Monk, oficial mèdic brasiler

## Producció
La pel·lícula es va anunciar per primera vegada en 2012, encara que el tancament de la companyia InSurge de Paramount va posar en perill la seva estrena. Els primers indicis que la cinta estava connectada a la marca Cloverfield van sorgir quan una part del màrqueting viral de 10 Cloverfield Lane va incloure un clip de so que suposadament era de l'Estació Espacial Internacional.
El 29 de març de 2016, Gugu Mbatha-Raw i David Oyelowo van ser confirmats per aparèixer en la pel·lícula. El 12 d'abril de 2016, Variety va informar que John Krasinski estava en converses per unir-se a la pel·lícula per interpretar a un dels astronautes, però el seu càsting no estava clar a causa del seu compromís amb una sèrie de televisió. El 5 de maig de 2016, Elizabeth Debicki va ser acceptada en la pel·lícula per interpretar a un dels astronautes, i després el 10 de maig de 2016, Daniel Brühl que també s'unia a la pel·lícula. Chris O'Dowd i Zhang Ziyi van ser agregats al repartiment el 26 de maig de 2016. L'endemà, John Ortiz i Aksel Hennie es van unir. El cineasta Dan Mindel va ser confirmat per unir-se a la pel·lícula del seu currículum.
La filmació va començar el 10 de juny de 2016.

## Llançament
God Particle va ser originalment programada pel 24 de febrer de 2017, però a la fi de 2016 es va traslladar al 27 d'octubre de 2017, per donar més temps per la postproducció. La pel·lícula estava programada per ser estrenada en format IMAX, però el llançament en aquest format es va informar havia estat cancel·lat, encara que una pel·lícula Cloverfield sense nom està programada per tenir el seu llançament en IMAX. Alguns han especulat que la pel·lícula de sense titular de Cloverfield i la God Particle són, de fet, la mateixa pel·lícula. El 21 de juliol de 2017, es va anunciar que l'estrena es mouria al 2 de febrer de 2018. Finalment, el 2 de gener de 2018 es va anunciar que la data es traslladaria fins al 20 d'abril de 2018. Una raó probable d'això és que Paramount no tingués llesta una bona campanya publicitària a un mes de l'estrena i millor decidís fer-la efectiva amb més antelació. D'aquesta manera és la quarta vegada que es posposa l'estrena. Fins que la plataforma Netflix, anuncia la seva estrena el 4 de febrer de 2018 en acabar el Super Bowl LII